# Hoa hậu Thế giới 1972

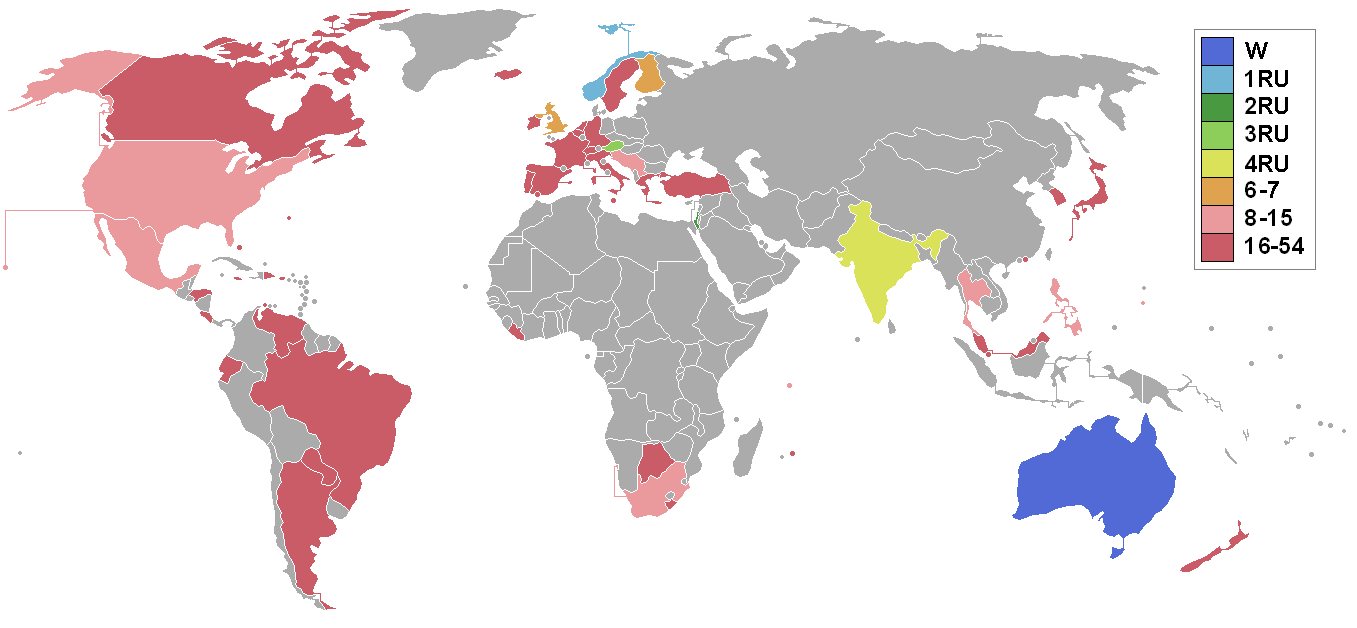
Các quốc gia và vùng lãnh thổ tham dự cuộc thi và kết quả

Hoa hậu Thế giới 1972 là cuộc thi Hoa hậu Thế giới lần thứ 22 trong lịch sử, được tổ chức vào ngày 01 tháng 12 năm 1972 tại Royal Albert Hall và được truyền hình trực tiếp trên kênh BBC. 53 thí sinh đã tham dự cuộc thi và Belinda Green từ Úc là thí sinh đăng quang năm nay. Green là người thứ 2 từ Úc giành chiến thắng tại cuộc thi Hoa hậu Thế giới và chỉ cách người đồng hương có 4 năm.

## Kết quả

### Thứ hạng
| Kết quả               | Thí sinh |
| --------------------- | --- |
| Hoa hậu Thế giới 1972 | - Úc – Belinda Green |
| Á hậu 1               | - Na Uy – Ingeborg Sørensen |
| Á hậu 2               | - Israel – Chana Ordan |
| Á hậu 3               | - Áo – Ursula Pacher |
| Á hậu 4               | - Ấn Độ – Malathi Basappa |
| Top 7                 | - Phần Lan – Tuula Anneli Björkling - Vương quốc Anh – Jenny McAdam |
| Top 15                | - Guam – Marylou Pangelinan - Mexico – Gloria Gutiérrez - Philippines – Evangeline Reyes - Seychelles – Jane Stravens - Nam Phi – Stephanie Reinecke (Thí sinh da trắng) - Thái Lan – Jintana Jitsophon - Hoa Kỳ – Lynda Carter - Nam Tư – Biljana Ristić |

## Thí sinh
| - Nam Phi - Cynthia Shange (Thí sinh da đen) - Argentina - Olga Edith Cognini Ferrer - Aruba - Sandra Werleman - Úc - Belinda Green - Áo - Ursula (Uschi) Pacher - Bahamas - Heather (Hedda) Cleare - Bỉ - Anne-Marie Roger - Bermuda - Helen Brown - Botswana - Agnes Motswere Letsebe - Brazil - Ângela Maria Favi - Canada - Bonny Brady - Costa Rica - María Victoria (Vicki) Ross González - Cộng hòa Dominica - Teresa Evangelina Medrano - Ecuador - Patricia Falconí - Phần Lan - Tuula Anneli Björkling - Pháp - Claudine Cassereau - Đức - Heidemarie Renate Weber - Gibraltar - Rosemarie Vivian Catania - Hy Lạp - Helen Lykissa - Guam - Maria Louise (Marylou) Pangelinan - Hà Lan - Monique Borgeld - Honduras - Doris van Tuyl - Hồng Kông - Gay Mei-Lin - Iceland - Rosa Helgadóttir - Ấn Độ - Malathi Basappa - Ireland - Pauline Therese Fitzsimons - Israel - Hanna Urdan | - Ý - Laura Romano - Jamaica - Gail Geraldeen Phillips - Nhật Bản - Akiko Kajitani - Liberia - Cecelia Armena King - Malaysia - Janet Mok Swee Chin - Malta - Jane Attard - Mauritius - Marie Ange Bestel - México - Gloria Gutiérrez López - New Zealand - Kristine Dayle Allan - Na Uy - Ingeborg Marie Sorensen - Paraguay - Rosa Angelica Mussi - Philippines - Evangeline Rosales Reyes - Bồ Đào Nha - Anita Marques - Puerto Rico - Ana Nisi Goyco - Seychelles - Jane Edna Straevens - Singapore - Rosalind Lee Eng Neo - Nam Phi - Stephanie Elizabeth Reinecke (Thí sinh da trắng) - Tây Ban Nha - Maria del Carmen Muñoz Castañón - Thụy Điển - Rita Rudolfsson Bengtsson - Thụy Sĩ - Astrid Vollenweider - Thái Lan - Jintana Jitsophon - Thổ Nhĩ Kỳ - Feyzal Kibarer - Vương quốc Anh - Jennifer Mary McAdam - Hoa Kỳ - Lynda Jean Córdoba Carter - Venezuela - Amalia Heller Gómez - Nam Tư - Biljana Ristic |

## Chú ý

### Lần đầu tham gia
- Botswana
- Singapore

### Trở lại
| - Lần cuối tham gia vào năm 1968: - Honduras | - Lần cuối tham gia vào năm 1969: - Costa Rica | - Lần cuối tham gia vào năm 1970: - Hồng Kông - Liberia |

### Bỏ cuộc
- Ceylon
- Colombia
- Síp
- Guyana
- Hàn Quốc
- Luxembourg
- Nicaragua
- Trinidad và Tobago
- Tunisia